# Susann Singer
Susann Singer (ur. 19 stycznia 1970) – wschodnioniemiecka, a potem niemiecka judoczka. Olimpijka z Atlanty 1996, gdzie zajęła dziewiąte miejsce w półśredniej.
Startowała w Pucharze Świata w latach 1990–1992, 1995 i 1996. Zdobyła brązowy medal na mistrzostwach Europy w 1990 roku.

## Letnie Igrzyska Olimpijskie 1996
| Konkurencja | Rundy eliminacyjne     | Repasaże            | Repasaże             | Klas. końcowa |
| Konkurencja | 1/32                   | Przeciwnik I        | Przeciwnik II        | Miejsce       |
| ----------- | ---------------------- | ------------------- | -------------------- | ------------- |
| 61 kg       | Jung Sung-sook (KOR) P | Laurie Pace (MLT) Z | İlknur Kobaş (TUR) P | 9.            |